# 李雅媛
 李雅媛，是台灣廣播新聞主播、主持人，1989年8月年進入中廣新聞網擔任主播至今，資歷已超過三十年也是中廣最資深的主播（另二位是李竺禪和張慶玲）；目前主持週一～週四12點《聽醫生的話》節目。
李雅媛剛加入中廣時除播報新聞外，也播報白天的交通路況；生動活潑的播報語調頗受聽眾歡迎。也因為她的加入中廣成為第二家播報路況的廣播媒體。打破了警察廣播電台獨家播報路況的局面。當時的聽眾也給她“馬路小天使”的外號。
另外當時中廣也直播中華職棒等國內外體育賽事，李雅媛也是賽事主播之一。二姊是中廣流行網主持人李秀媛

## 學歷
銘傳大學新媒體與傳播管理研究所碩士

## 經歷
- 正聲廣播公司台北總台記者、主播（？~1989.7）
- 中廣體育賽事轉播主播（1989.8~1994.8）

## 曾主持節目
- 《與健康有約》、《武媛早報》、《中廣午餐新聞》(新聞網)
- 《早安寶島》、《午餐的約會》(流行網)

## 其他時段
- 14點和15點《整點新聞》
- 代班晚班時段整點新聞並兼任該時段主編

## 外部連結
- 李雅媛的Facebook專頁